# Shannan, Tibete
Shannan (chinês: 山南; pinyin: Shānnán; lit. 'sul das montanhas'), também conhecida como Lhoka (tibetano: ལྷོ་ཁ།, Wylie: lho kha, ZYPY: lhoka; chinês: 洛卡; pinyin: Luò kǎ), é uma cidade de nível de prefeitura na Região Autônoma do Tibete, no sudeste da China. Shannan inclui o Condado de Gonggar sob sua jurisdição, com o Mosteiro de Gongkar Chö, o Dzong de Gonggar e o Aeroporto de Gonggar, todos localizados perto da cidade homônima.
Localizada nas partes média e inferior do Vale de Yarlung, formado pelo Rio Yarlung Tsangpo, a região de Lhoka é frequentemente considerada o berço da civilização tibetana. Ela é delimitada pela cidade de Lassa ao norte, Nyingchi ao leste, Xigazê ao oeste e pela fronteira internacional com a Índia e o Butão ao sul. A cidade mede 420 quilômetros de leste a oeste e 329 quilômetros de norte a sul. Sua singularidade decorre do fato de que as primeiras terras agrícolas do Tibete, seu primeiro palácio e o primeiro mosteiro budista estão todos localizados em Lhoka. Ela também tem a distinção de ter realizado a primeira apresentação de lhamo. Tibetanos constituem 98% da população, os 2% restantes são Han, Hui, Monpa, Lhoba e outros grupos étnicos.
Shannan possui 1 distrito e 11 condados, e sua capital é Tsetang, localizada a 183 quilômetros de Lassa. Ela cobre uma área de 79.700 quilômetros quadrados, que inclui parte do Tibete do Sul, um território disputado atualmente sob controle do estado indiano de Arunachal Pradexe. Sua topografia tem uma média de 3.700 metros acima do nível do mar. Sua população era de 269.375 pessoas em 2007, com a maior parte residindo na capital, Tsetang. Tibetanos representam 96% do total da população.
A região de Lhoka não apenas possui uma antiga história, mas também é a mais próspera do Tibete.

## História

O primeiro rei tibetano, Nyatri Tsenpo

Uma lenda que atesta a posição da região de Lhoka nos anais da história tibetana afirma que os seres humanos são a criação de uma união entre um macaco sagrado e mulheres. De acordo com descobertas arqueológicas, lendas e documentos antigos, pessoas viveram nesta área até quatro milhões de anos atrás. Uma civilização primitiva se desenvolveu no Vale de Yarlung e um campo na vila de Sare, perto da cidade de Tsetang, é dito ser o primeiro campo agrícola no Tibete. O primeiro rei na história tibetana, Nyatri Tsenpo, na verdade um mero chefe da tribo Yarlong, começou a governar o vale de Yarlung no início do segundo século II a.C. Ele fundou o Reino de Fan e estabeleceu uma monarquia hereditária. Durante o reinado do nono rei, Budegong, a agricultura floresceu e ele foi capaz de mobilizar o povo para escavar canais, canalizando água para irrigar as terras planas. Um sistema agrícola formal surgiu durante o reinado de Yixiulie, o décimo primeiro rei, quando ele criou unidades de medida padrão para alocar terras agrícolas e contar o gado. Seis palácios foram construídos na região entre o governo do nono e do décimo quinto reis.

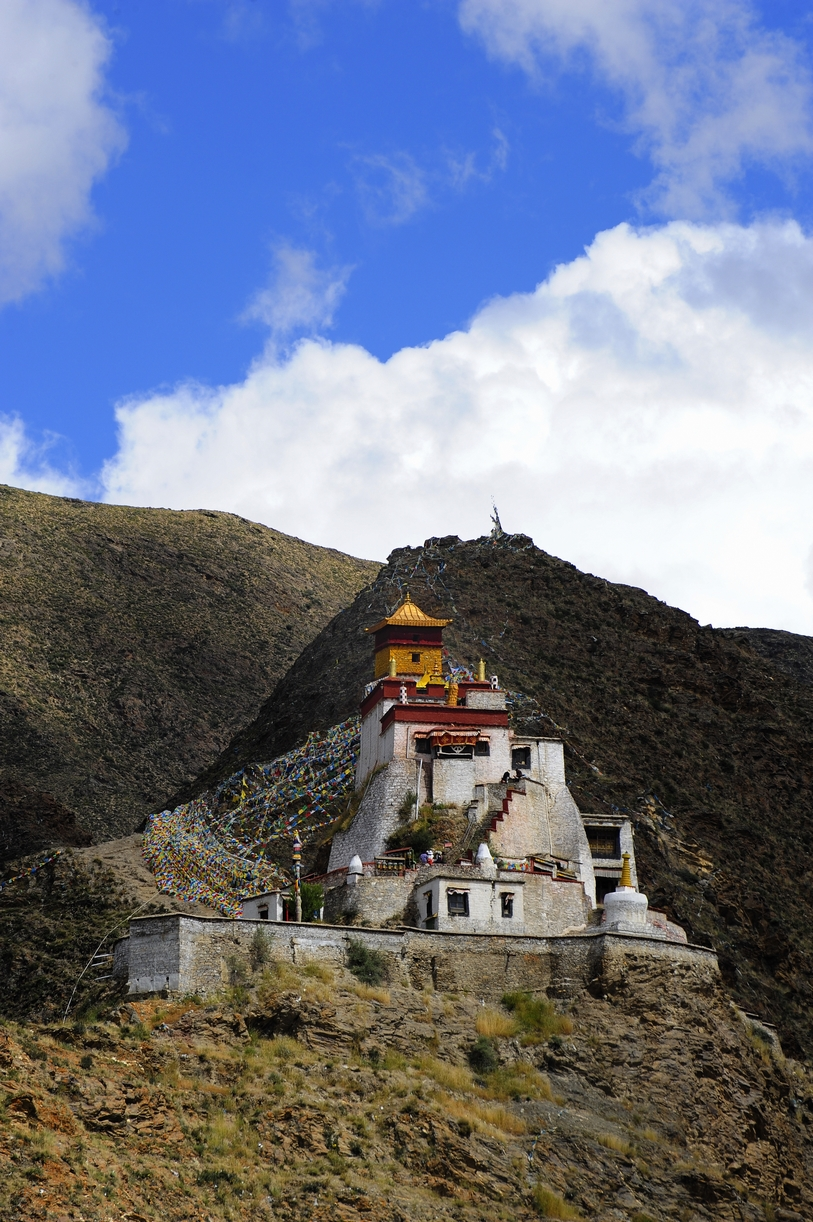
O antigo Vale Yarlung, distrito de Nêdong, Lhoka

Por volta do século VI d.C., o Vale de Yarlung tornou-se uma sociedade que fundia uma variedade de materiais, incluindo ferro, cobre e prata, para produzir armas e outros objetos. O 31º rei de Yarlung, Namri Songtsen, era expansionista e invadiu tribos vizinhas, expandindo o território de Yarlung. O 32º rei (que também foi o primeiro imperador do Tibete), Songtsän Gampo, conquistou a tribo Subi, a tribo Yangtong e muitas outras, estabelecendo o Império Tibetano. Embora tenha transferido sua capital de Qiongjie para Lassa, muitos de seus descendentes da linhagem real ainda viviam na região de Lhoka. Ele fez do Palácio de Yungbulakang seu palácio de verão, que nessa época era um importante centro para o budismo e armazenamento de escrituras budistas. Em 641 d.C., Gampo casou-se com a Princesa Wencheng da dinastia Tang.

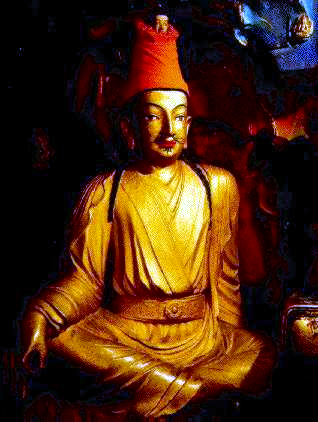
Songsten Gampo

Durante o Império Tibetano, um grande número de projetos de irrigação se desenvolveu ao longo do Rio Yarlong e do Rio Yarlung Tsangpo, e com o aumento da utilização de iaques e cavalos, houve um desenvolvimento dramático na agricultura. No entanto, os conflitos contínuos levaram a um período de fome e, eventualmente, ao colapso do império. Em 1253, Möngke Khan, o imperador da dinastia Yuan, invadiu o Tibete e uniu as tribos em conflito em uma região administrativa controlada pelo governo central da dinastia Yuan em Pequim. No entanto, a tribo dominante no Vale de Yarlung durante este período foi a dinastia Pazhu, e em 1322, Qiangqujiangqun tornou-se o líder dos Pazhu e revitalizou a atividade agrícola na região, financiando obras de irrigação, cultivando terras, reconstruindo estradas, restaurando casas e desenvolvendo a pecuária. Qiangqujiangqun fundou a dinastia Naidong, que duraria 262 anos, introduziu o sistema de servidão feudal e implementou um novo sistema de governo com divisões conhecidas como Zong, estabelecendo 13 delas em Nêdong (a capital), Gonggar e outros locais.
Em 23 de maio de 1951, uma delegação tibetana assinou um acordo com o governo central da República Popular da China para a "libertação pacífica do Tibete". No entanto, em 1959, Lhoka foi anexada à China à força. Muitos mosteiros foram destruídos durante a invasão e o Palácio de Yungbulakang foi severamente danificado.

## Geografia

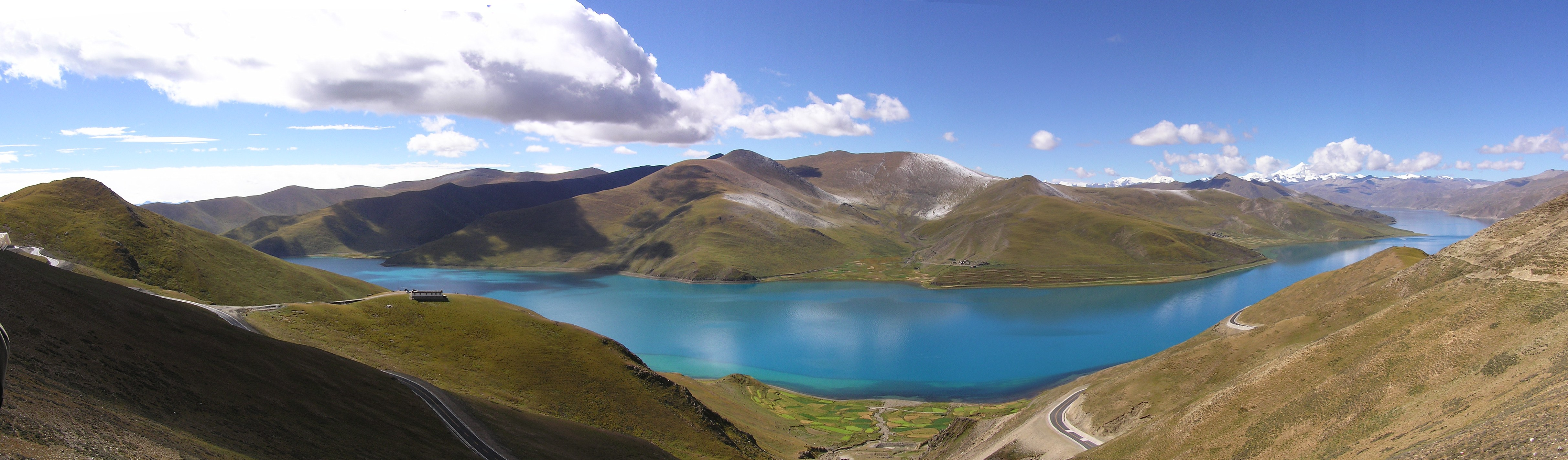
Lago Yamdrok Yumtso

A região de Lhoka forma um décimo quinto da área total da Região Autônoma do Tibete. Ela é composta por 12 condados, dos quais os oito ao norte são Nedong, Qusum, Qonggyai, Sangri, Comai, Zhanang, Gyacha e Cona, localizados no vale médio do Yarlung Zangbo, e os quatro restantes, Gonggar, Lhunzi, Lohozhag e Nagarze, estão próximos ao Himalaia. Os condados de Cona, Lhongzi, Nanggarze e Lhozha formam a Fronteira Internacional. O distrito e os condados da cidade possuem 144 vilarejos, dos quais 71 estão no setor agrícola, 18 no setor de pecuária e os 55 restantes são uma mistura dos dois setores. Há também cinco comitês de bairro e 719 comitês de vila. O amplo Rio Yarlung, que flui de oeste para leste (entre Quxu e Gyacha), também conhecido como Tsongpo, Rio Bramaputra na Índia e Jamuna em Bangladesh, e seus afluentes fluem através das partes média e inferior da cidade, sendo delimitado por Lassa ao norte, Nyingchi ao leste, Xigazê ao oeste e a fronteira internacional que se estende por 630 quilômetros com a Índia e o Butão. O sistema fluvial fornece uma grande fonte perene de água na região de terras férteis. O vale criado pelo sistema fluvial possui pastagens muito verdes e florestas densas.
A região é repleta de colinas, vales, rios, riachos, lagos, fontes termais, cavernas de calcário (cársticas) e muitas áreas naturais cênicas. A região também é creditada com as primeiras "terras cultivadas, campos medidos, irrigação de água, armazenamento de forragem, moldagem de metal e muitas outras técnicas".
As regiões cênicas naturais da cidade foram categorizadas em quatro tipos. A Região Cênica do Estado de Yarlung é um desses tipos, que possui montanhas cobertas de neve, geleiras, pastagens, vale de rio, vegetação alpina, monumentos históricos e costumes populares e formas de arte.

### Hidrologia
Esta área ribeirinha se estende por partes de oito condados de Shannan. A Região Cênica de Yamzog Yumcog, que possui lagos, montanhas cobertas de neve, ilhas, pastagens, fontes termais, mosteiros e muitos pontos de observação; a Região Cênica de Samyai, que possui muitos monumentos históricos nos condados de Samyi, Songa e nas cidades de Azar no Condado de Zanang; e a Região Cênica do Lago Sagrado, que é coberta pelos condados de Sangri, Qusum e Gyacha, fazem parte deste vale. A região possui montanhas, vales, rios, nascentes, monumentos arquitetônicos históricos e mosteiros.
A cidade possui ricas fontes de água do Yarlung Zangbo, ou Tsongpo como é conhecido abreviadamente. É o principal rio do Tibete. Além disso, outros 41 rios fluem através de Lhoka. O rio que flui de oeste para leste tem uma área de drenagem de 38.300 quilômetros quadrados e percorre 424 quilômetros através de sete condados: Nanggarze, Gonggar, Chahang, Nedong, Sangri, Qusum e Gyacha. Além disso, há 88 lagos, dos quais os mais importantes são o Lago Yamdrok Yumtso, o Lago Chigu, o Lago Puma Yumtso e o Lago Lhamo Latso. O potencial hidrelétrico do sistema fluvial de Shannan foi avaliado em 35,1 milhões de kW. No entanto, a energia gerada atualmente é de apenas 18.300 kW.

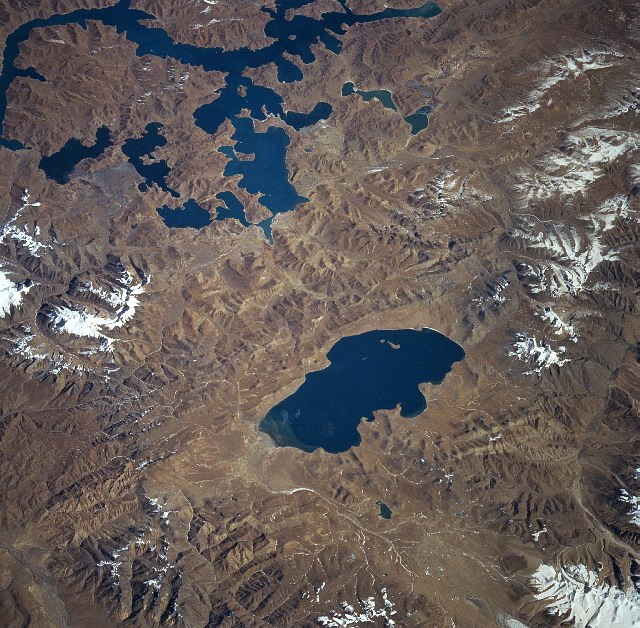
Os lagos Yamdrok Yumtso e Puma Yumtso vistos do espaço, novembro de 1997

### Rio Tsangpo
O Rio Tsangpo, até recentemente não aproveitado com barragens de armazenamento, foi planejado para desenvolvimento com uma cascata de cinco barragens no curso principal do rio em suas partes médias; as cinco barragens propostas são Zangmu, Gyatsa, Zhongda, Jiexu e Langzhen. O primeiro projeto na cascata é a Barragem de Zangmu da Usina Hidrelétrica de Zangmu, que terá uma capacidade instalada de 510 MW. Está localizada a 140 quilômetros de Lassa e a construção está prevista para começar em breve, com financiamento fornecido pela Huaneng, a principal empresa de energia da China, e Gezhouba, uma das principais construtoras de barragens do país, para construir o projeto. A barragem está sendo construída a uma altitude de 3.260 metros e tem 116 metros de altura e 390 metros de comprimento. Este projeto terá sérias implicações para os países ribeirinhos a jusante, como Índia e Bangladesh.

### Clima e vegetação
Os Himalaias ao sul ditam as condições climáticas na prefeitura. Os ventos quentes e carregados de umidade do Oceano Índico causam a precipitação na região e resultam em um clima temperado. Os verões são curtos e frescos, enquanto os invernos são longos, secos e ventosos. Há uma ampla variação de temperatura entre o dia e a noite. A temperatura média varia entre 7,4 e 8,9°C. A precipitação anual média varia de 300 a 400 milímetros e 90% dessa chuva ocorre durante os meses de monções de junho a setembro. A velocidade média anual do vento é de 17 metros por segundo e os meses de dezembro a março são os mais ventosos.
A área florestal em Shannan é relatada como sendo de 1,55 milhão de hectares, o que representa 5% da cobertura florestal total no Tibete. Os recursos florestais em termos de volume foram avaliados em 38,8 bilhões de metros cúbicos. A floresta possui uma rica variedade de espécies vegetais; foram identificadas 1000 espécies de árvores, madeiras preciosas e plantas medicinais. Programas de reflorestamento têm sido vigorosamente implementados, resultando na criação de uma faixa florestal de 25 quilômetros ao longo da cidade de Zetang, nas margens do Rio Yarlung, o que ajuda no controle da erosão devido ao vento e à ação do rio. Trinta pomares de maçã estabelecidos na prefeitura produzem 1.000 toneladas de frutas por ano.

## Subdivisões administrativas

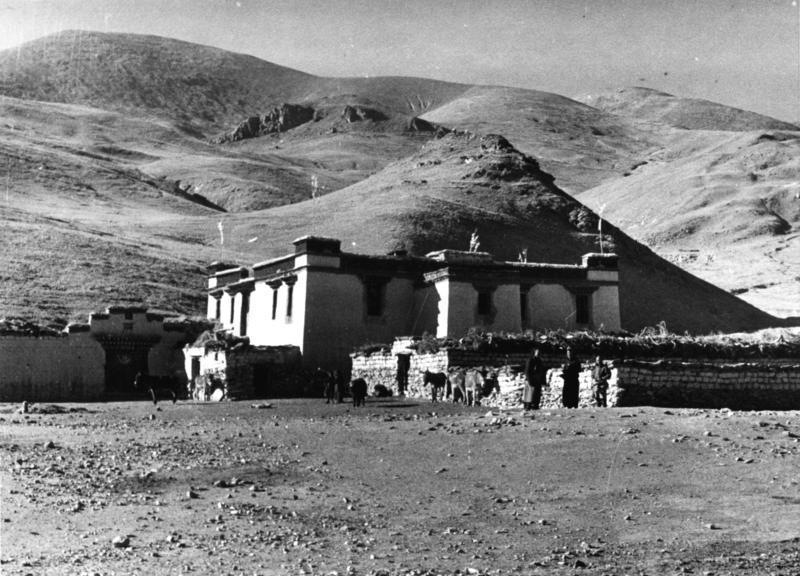
Assentamento de Nagarze no condado de Nagarzê, Shannan

Shannan é designada pela China com uma área geográfica de 79.700 quilômetros quadrados distribuídos por 1 distrito e 11 condados, com uma população total de 269.375 habitantes, segundo o censo de 2010. No entanto, uma grande parte dos condados de Lhunze (隆子县) e Cona (错那县), cobrindo uma área de 28.700 quilômetros quadrados e conhecidos coletivamente como parte do Tibete do Sul, são divulgados pelo governo chinês como território da Região Autônoma do Tibete (embora atualmente sob controle da Índia) e, portanto, marcados como disputados. Os detalhes dos nomes dos condados, seus nomes transliterados em chinês simplificado, pinyin, Wylie tibetano, população, área e densidade populacional são fornecidos na tabela a seguir.
| District de Nêdong                                           | 乃东区   | Nǎidōng Qū    | སྣེ་གདོང་་ཆུས་  | sne gdong chus        | 59,615 | 2.211   | 26,96 |
| Condado de Zhanang                                           | 扎囊县   | Zhānáng Xiàn  | གྲ་ནང་རྫོང་    | gra nang rdzong       | 35,473 | 2.157   | 16,44 |
| Condado de Gonggar                                           | 贡嘎县   | Gònggā Xiàn   | གོང་དཀར་རྫོང་  | gong dkar rdzong      | 45,708 | 2.283   | 20,02 |
| Condado de Sangri                                            | 桑日县   | Sāngrì Xiàn   | ཟངས་རི་རྫོང་   | zangs ri rdzong       | 17,261 | 2.634   | 6,55  |
| Condado de Qonggyai                                          | 琼结县   | Qióngjié Xiàn | འཕྱོངས་རྒྱས་རྫོང་ | 'phyongs rgyas rdzong | 17,093 | 1.030   | 16,59 |
| Condado de Qusum                                             | 曲松县   | Qūsōng Xiàn   | ཆུ་གསུམ་རྫོང་   | chu gsum rdzong       | 14,280 | 1.936   | 7,37  |
| Condado de Comai                                             | 措美县   | Cuòměi Xiàn   | མཚོ་སྨད་རྫོང་   | mtsho smad rdzong     | 13,641 | 4.530   | 3,01  |
| Condado de Lhozhag                                           | 洛扎县   | Luòzhā Xiàn   | ལྷོ་བྲག་རྫོང་    | lho brag rdzong       | 18,453 | 5.570   | 3,31  |
| Condado de Gyaca                                             | 加查县   | Jiāchá Xiàn   | རྒྱ་ཚ་རྫོང་     | rgya tsha rdzong      | 23,434 | 4.493   | 5,21  |
| Condado de Lhünzê                                            | 隆子县   | Lóngzǐ Xiàn   | ལྷུན་རྩེ་རྫོང་    | lhun rtse rdzong      | 34,141 | 9.809*  | 3,48  |
| Cona                                                         | 错那市   | Cuònà Shì     | མཚོ་སྣ་གྲོང་ཁྱེར། | mtsho sna grong khyer | 15,124 | 34.979* | 0,43  |
| Condado de Nagarzê                                           | 浪卡子县 | Làngkǎzǐ Xiàn | སྣ་དཀར་རྩེ་རྫོང་ | sna dkar rtse rdzong  | 34,767 | 8.109   | 4,28  |
| - Inclui áreas reinvidicadas pela Índia em Arunachal Pradexe |          |               |             |                       |        |         |       |

## Demografia

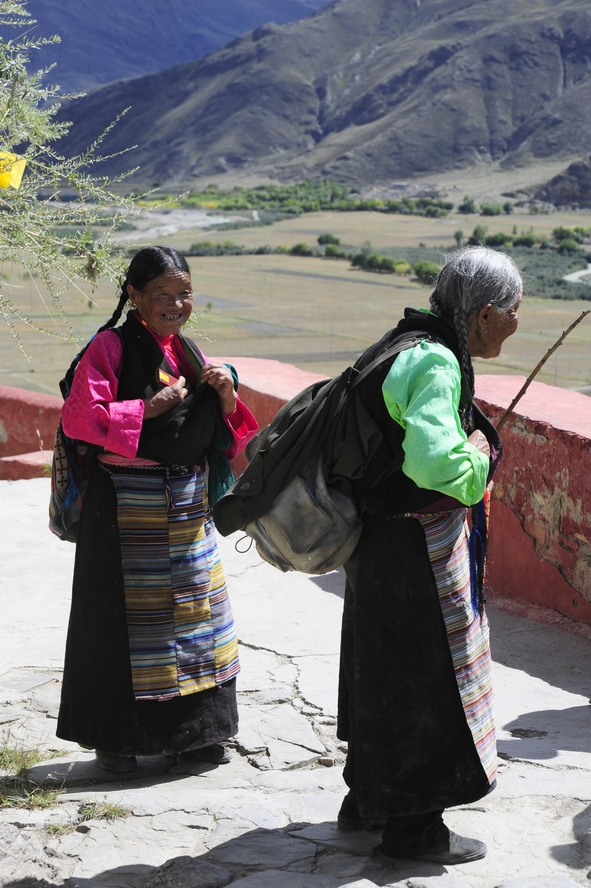
Mulheres tibetanas em Ombu Lhakang, no Vale Yarlung

A população da cidade era de 269.375 em 2010. Os tibetanos representavam 96% da população total de Shannan.
Existem 14 grupos étnicos vivendo na área, incluindo tibetanos, han, menba e luoba.

## Economia
A economia da cidade tem passado por um progresso substancial nos últimos anos, seguindo a política de reforma e abertura da Região Autônoma do Tibete para o apoio ao desenvolvimento da China e de outros países. Em 2007, a economia da cidade consistia em um PIB de 3,3 bilhões de RMB (441 milhões de dólares americanos), que a posicionava em sexto lugar na Região Autônoma do Tibete. A composição desse PIB incluía o setor agrícola, que contribuiu com 10,1%, o setor secundário de indústria e construção, que contribuiu com 37,4%, e o setor de serviços, como o maior contribuinte, representando o restante, 52,5%. O PIB per capita era de 7.407 RMB (1.005 dólares americanos). Bens de consumo sozinhos representavam uma parcela substancial do PIB. Em termos de produção industrial de valor agregado, a cidade ficava em terceiro lugar, atrás apenas de Lassa e Changdu.
O turismo também é um setor importante que contribui para a economia da região. Um relatório de 2007 registra um fluxo de turistas de 703.000 pessoas. No entanto, este setor não está totalmente aberto e está sujeito ao sistema de permissão controlado por várias agências governamentais, e muitas áreas são restritas para visitantes devido a serem zonas militares ou áreas sensíveis.
Agricultura
Em 1999, a cidade possuía 450.000 hectares de terras cultivadas (350.000 hectares eram irrigados, o que correspondia a 77% da área cultivada), produzindo 4.725 quilogramas de grãos por hectare, o que colocava Shannan como um importante centro de produção comercial de grãos no Tibete. A pecuária, outro setor agrário, cobria 2,2 milhões de hectares de pastagens, com todas as propriedades rurais envolvidas na criação de animais; havia 2,14 milhões de cabeças de animais domésticos, sendo 12% de iaques, 10% de vacas, 50% de ovelhas e 20% de cabras. A tradição agrícola remonta às antigas tribos Yarlong, quando a cidade era conhecida como "o celeiro do Tibete". A base agrícola irrigada da cidade é apoiada por uma rede de 1.312 canais, 141 poços com estações de bombeamento com capacidade instalada de 2.398 quilowatts; 27 bombas de irrigação com capacidade instalada de 1.552 quilowatts, nove reservatórios com capacidade de armazenamento de 3,31 milhões de metros cúbicos e 816 tanques de água. A agricultura mecanizada é amplamente praticada na região de Lhoka. Essa extensão agrícola considerável resultou no aumento da renda per capita dos agricultores e pastores para 1.000 yuan, um aumento de sete vezes em relação à média de 137 yuan em 1959. Isso também resultou em prosperidade rural e até na criação de uma comunidade agrícola rica que estabeleceu o primeiro "hotel dos agricultores" na região e investiu em imóveis.
Recursos minerais
A cidade possui mais de 20 tipos de recursos minerais metálicos e não metálicos, como cromo, ouro, cobre, ferro, antimônio, chumbo, zinco, manganês, mica, cristal, jade e mármore. Sua reserva comprovada de cromo é de cerca de 5 milhões de toneladas, a maior do país, o que equivale a aproximadamente 35-45% dos recursos totais da China (em uma área total de 2.500 quilômetros quadrados). O cromo está sendo extraído na Mina de Cromita de Norbusa. Outros recursos naturais relacionados à indústria da construção, como mármore, granito, calcário e argila, também são abundantes na cidade.
Indústria

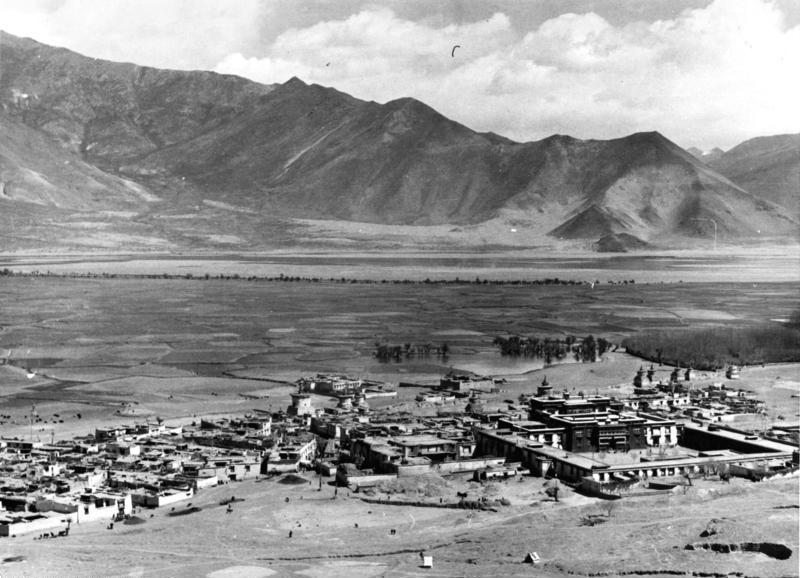
Tsétang

O setor industrial na cidade, além do setor de serviços comerciais, engloba indústrias nos campos de eletricidade, mineração, reparação de implementos agrícolas e veículos, cimento, metalurgia, impressão, farmacêuticos e processamento de alimentos. Indústrias leves para o processamento de produtos agrícolas, pecuários e farmacêuticos são amplamente adotadas, substituindo operações manuais por mecanização e semi-mecanização. No entanto, a maioria dos setores têxtil e de processamento de couro ainda não está mecanizada.
Artesanato
Os artesanatos étnicos da cidade têm uma história antiga. Isso gerou muitas oportunidades para desenvolver a indústria de artesanato. Os artesanatos mais significativos da cidade, que têm mercado mundial, são produtos comerciais de utilidade, uso religioso e artesanatos artísticos das famílias reais do Tibete do passado. Estes incluem: o cobertor pulu, o incenso tibetano Minzholin e produtos tricotados (do Condado de Zhanang), o avental bagdion (do Condado de Gonggar), braceletes, colares, queimador de incenso de Qonggyai, tapetes e garrafas de manteiga de Qusum, utensílios de pedra populares de Zaga e Sangri, tigelas de madeira artesanais de Cona, xícara de chá de manteiga de Jiyayu, faca de Lhunzi (dourada com prata), xícara de chá de prata de Nagarze, utensílios de jade do Condado de Quingje e colcha tibetana. Outros produtos consumidores famosos são a manteiga de Lagong e carne seca de Yamzhog.

## Marcos Importantes
A cidade possui monumentos históricos muito incomuns e ricos, características geológicas naturais como lagos e cavernas, regiões cênicas e montanhas sagradas. Isso impulsionou a indústria do turismo. Alguns dos marcos importantes são: o Palácio de Lagyable; o Palácio Yungbulakang, o primeiro palácio no Tibete; os Túmulos dos Reis Tibetanos; Jagsamqionpori, Gangobari de Zatong e as montanhas Habort, que são veneradas; lagos como Yamzogh Yumcog no Condado de Nagarzê e Lhamai Laco de Gyacha, considerados sagrados; e lugares religiosos de adoração como o Mosteiro Dorje Drak (também conhecido como Do-rje-brag ou Mosteiro Dorjezha), o Mosteiro Quamzhub que está sob controle estatal, o Mosteiro Samding, o Mosteiro Samyas (o primeiro mosteiro construído no Tibete), a Caverna de Meditação Quinpu e a Caverna Karst de Zayang Zang. Alguns dos monumentos e mosteiros notáveis estão na lista de Patrimônio Nacional.

### Palácio Yumbulakhar

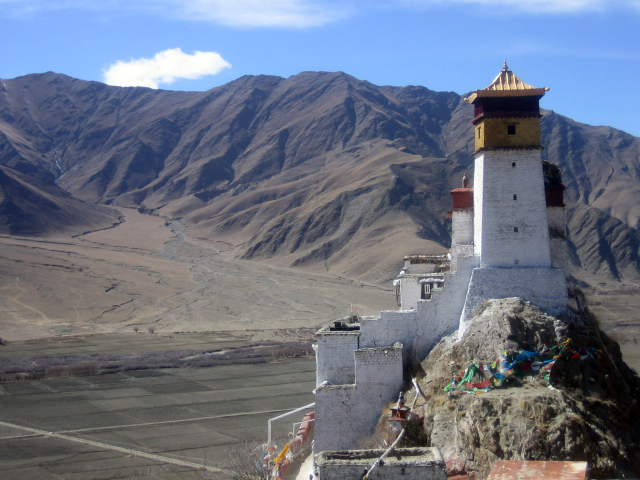
Palácio Yumbulakhang

O Palácio Yumbulakhar (ou Yungbulakhang) foi o primeiro palácio construído no Tibete entre 400 a.C. e 200 a.C., durante o reinado do primeiro rei Nyatri Tsanpo, no antigo Vale de Yarlung, no distrito de Nêdong. Está localizado a 8 quilômetros ao sul da cidade de Zetang, a capital da Prefeitura. É descrito como "vários metros de altura e seu contorno magnífico parece parte do penhasco". É construído como uma fortaleza, no topo do Monte Tashitseri na margem leste do rio Yarlung. O palácio tem vista para todo o Vale de Yarlung. Segundo a lenda popular, o rei Nyatri desceu dos céus, assim como os primeiros escritos tibetanos e alguns objetos religiosos foram depositados aqui do céu, durante o reinado do 28º Rei Lhatotorinyetsan. As paredes do palácio são de pedra, enquanto a estrutura do telhado é feita de terra e madeira. A construção vigia uma área agrícola que é considerada "a primeira área agrícola do Tibete". O acesso ao palácio é feito por uma série de degraus construídos como medida de defesa contra ataques inimigos.

### Túmulos dos Reis Tibetanos

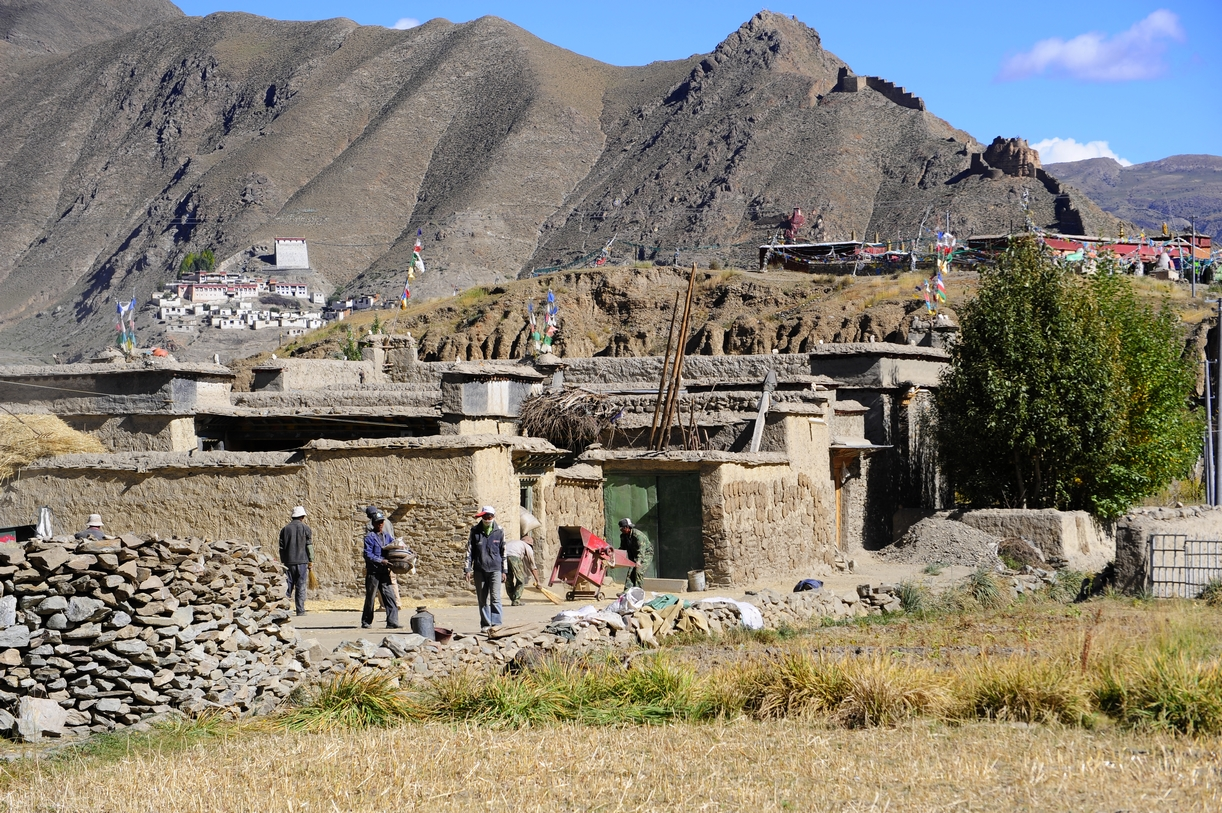
As construções dos túmulos

O 33º Rei do Tibete, Songtsan Gampo, transferiu sua capital para Lhasa. Ele foi responsável por unificar o Tibete como nação. Para comemorar essa conquista e honrar a memória de seus ancestrais, ele decidiu criar os túmulos (ou montes de terra e pedras) dos Reis Tibetanos para enterrar todos os seus ancestrais, a partir do 29º Rei, junto com todos os seus ministros e concubinas. Para acomodar um número tão grande de túmulos, os túmulos se estendem por uma área de 3,85 milhões de metros quadrados. É o único túmulo desse tipo no Tibete. Entre os vários túmulos, o túmulo do Rei Songtsan Gampo é único, pois possui câmaras subterrâneas onde imagens de Shakyamuni e Padmasambhava, junto com grandes quantidades de ouro, prata, peras e ágatas como objetos funerários, são mantidas. O caixão do Rei é mantido em uma câmara central, flanqueada por uma armadura de um lado e estátuas de seus cavaleiros e cavalos de batalha feitos de ouro do outro lado. O caixão é decorado na cabeceira com uma estátua de Lord Loyak Gyalo, que supostamente está derramando luz sobre o rei morto. Na extremidade dos pés do caixão, há uma reserva de peras feitas de ouro e envoltas em seda, que pesa 35 quilogramas.
Palácio Zamasang
O Palácio Zamasang, um monumento do século VIII, agora em ruínas, foi o palácio de Trisong Detsen e da Princesa Jincheng. O Rei Trisong Detsen nasceu aqui e, após sua morte, o grupo de nobres religiosos Bön, que se opunha ao budismo propagado por Detsen, destruiu completamente o palácio. Agora, apenas um pequeno templo em homenagem ao rei e a Princesa Jincheng, com suas estátuas deificadas dentro, pode ser visto entre as ruínas.
Mansão de Namseling
A Mansão de Namseling (རྣམ་སྲས་གླིང་གཞིས་ཀ་), construída durante o reinado da dinastia Phadru entre os séculos 16 e 17, é a construção de vários andares mais antiga e uma das primeiras mansões no Tibete. A mansão possuía um salão principal de sete andares. Está localizada na cidade de Channang, a 25 quilômetros de Zetang, do outro lado do rio, em frente ao Mosteiro Samye. É uma estrutura de sete andares que abriga casas planas, estábulos para cavalos, um moinho, uma oficina para tecelagem e tingimento, uma caixa de pílulas e uma prisão.

### Mosteiros
A província possui muitos antigos mosteiros em todos os seus condados. O mais proeminente inclui o primeiro Mosteiro Tibetano no Tibete, o Mosteiro Samye. Alguns dos outros mosteiros importantes são o Mosteiro Dorje Drak, Mosteiro Lhalong, Mosteiro Dratang, Mosteiro Sekhargutok, Mosteiro Sange Choeling, Mosteiro Gyigag, entre muitos outros.
Mosteiro de Samye

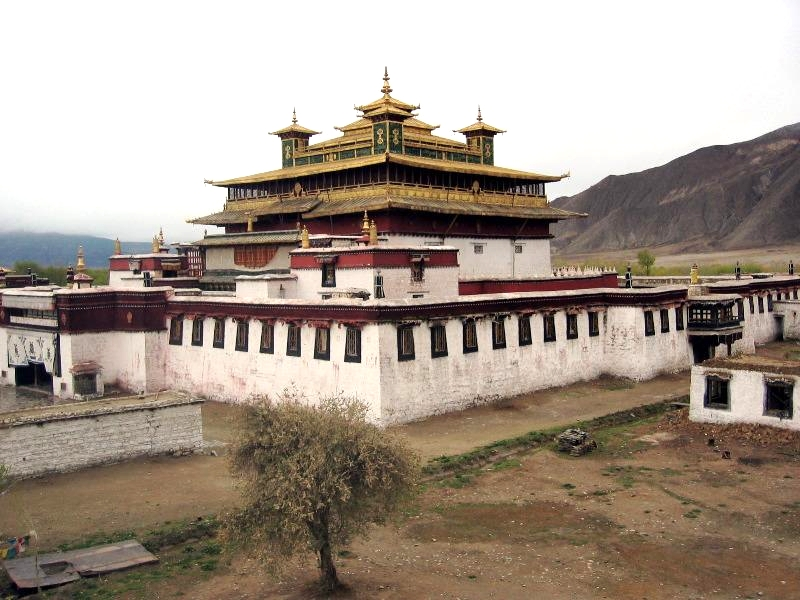
O edifício principal do Mosteiro de Samye

O Mosteiro de Samye foi construído em 763 d.C. sob a direção do Guru Padmasambhava, com o patrocínio do rei tibetano Trisong Detsen. Está localizado na margem norte do rio Yarlung Zambo, no Condado de Dranang. "Samye" em tibetano significa "construção inesperada". O layout do mosteiro é uma replicação do templo de Odantapuri em Bihar, na Índia, e representa a cosmologia budista. Foi o primeiro mosteiro construído no Tibete que marcou uma transição estudada da arquitetura de templos para a arquitetura tibetana. O mosteiro é composto por salões, residências para monges, estupas e colégios. Esta construção foi a primeira do seu tipo no Tibete, marcando a transição do estilo arquitetônico de templos para o estilo de mosteiros tibetanos na região.
O design cósmico budista, também conhecido como "modelo universal descrito nos escritos budistas", adotado para o planejamento arquitetônico do mosteiro, envolve um templo central chamado Salão Uze, uma estrutura de três andares que representa o Monte Sumeru, a montanha mítica, construída em três estilos arquitetônicos diferentes: tibetano, chinês da Planície Central e indiano. Afrescos adornam as paredes internas, enquanto Buda e outras divindades são venerados no salão principal. O salão principal possui várias unidades menores, como o salão do Buda, o salão do sutra, o corredor de circunambulação que rodeia o salão, salas laterais e passagens circulares. É cercado por quatro templos conhecidos como ling, representando os quatro continentes em meio a vastos oceanos ao norte, sul, leste e oeste do Sumeru. Os templos menores flanqueiam os quatro templos à direita e à esquerda, conhecidos como lingtren (subcontinentes), formando o Universo Budista. Duas capelas para o culto do Sol e da Lua também fazem parte deste complexo. Todo o mosteiro é cercado por uma parede circular (muralha de cercamento) com muitas pequenas stupas no topo; quatro grandes stupas nas cores branca, vermelha, azul e verde. Quando o mosteiro foi construído, sete jovens da família real residiram no mosteiro como monges, além dos monges ordenados. Devido a essa combinação de monges reais, lamas e Buda venerados no mosteiro, ele recebeu o título de primeiro mosteiro tibetano. O mosteiro possui esculturas e pinturas em pedra exquisitas. Diz-se que a principal estátua desceu do céu no Monte Hapori, de onde foi transferida para o mosteiro. A capela tem muitas lâmpadas de manteiga de iaque esculpidas em pedra. Afrescos no mosteiro retratam atletismo e danças populares. Este mosteiro foi precursor de mosteiros similares construídos no Tibete no século X. O mosteiro passou por reformas e adições várias vezes durante os reinados da seita Sakya, sem alterar o conceito básico de seu plano original. Foi renovado recentemente na década de 1980 com fundos fornecidos pelo governo.
Mosteiro de Tradruk
O Mosteiro de Tradruk, construído em 641 d.C. em Tsedang, é um dos primeiros templos budistas na história tibetana. O Rei Songtsan Gampo construiu este templo como proteção para seu reino das demônias e ogras. Nos anos seguintes, foi o palácio de inverno do Rei e da Princesa Wencheng. O templo abriga relíquias preciosas. O monastério também abriga o Pêra de Tangka, que mede 2 metros de comprimento e 1,2 metros de largura e é feito de 29.026 pêras cravejadas de pedras preciosas. O Tangka foi pintado por Naidong durante o reinado do Reino de Pamodrupa.
Mosteiro de Lhalong
Construído em 1155, o Mosteiro de Lhalong está localizado em Monda, no Condado de Lhozhag. Inicialmente pertencia à seita Karma, mas foi posteriormente incorporado à seita Gelukpa pelo Quinto Dalai Lama, no meio do século XVII. O mosteiro também desfrutou do patrocínio dos imperadores da dinastia Qing. Tornou-se famoso em todo o Tibete porque neste mosteiro, o lama Lhalong Pekyi Dorje pôs fim à dinastia Tubo ao assassinar o último rei tibetano Langdarma, o primeiro governante do Império Tibetano.
Mosteiro de Dratang
O Mosteiro de Dratang foi construído em 1081 por Drapa Eshepa, um dos 13 santos do Condado de Dranang. Sua lealdade é à Seita Sakyapa. O mosteiro, construído no mesmo padrão do Mosteiro de Samye, foi substancialmente danificado, e agora apenas paredes em três lados permanecem (cerca de 750 metros) e apenas um dos três andares está intacto. Possui algumas valiosas pinturas murais.
Mosteiro de Sekhargutok
O Mosteiro de Sekhargutok foi construído em 1080d.C. Está localizado no Condado de Lhodrak. Foi construído pelo discípulo do famoso guru budista Mharpa, Milarepa, para expiar seus pecados. É conhecido por sua arquitetura única e contém raras pinturas tibetanas.
Mosteiro de Sange Choeling
O Mosteiro de Sange Choeling, construído em 1515 d.C., pertence à seita Drupa Kang Yukpa. Estende-se por uma área de 3.000 metros quadrados. No passado, tinha uma vasta propriedade que se estendia do Vale de Lhuntse ao Rio Chabochu.
Mosteiro de Gyigag
O Mosteiro de Gyigag é um ponto de parada como parte do circuito de peregrinação de montanhas sagradas realizado a cada 12 anos por peregrinos budistas.
Montanha Habori
A Montanha Habori, outrora supostamente uma montanha assombrada, foi purificada para garantir uma construção segura do Mosteiro de Samye. Os demônios foram dominados pelo Guru Padmasambahva, segundo a tradição.

### Cavernas de meditação
Caverna Sagrada de Nyimalung
A Caverna Sagrada de Nyimalung é onde Guru Padmasambhava meditou. Há um pequeno templo na frente da caverna onde o Guru e o Quinto Dalai Lama dizem ter recitado o Sutra da Longevidade.
Cavernas de Meditação de Qingpo
As Cavernas de Meditação de Qingpo estão situadas a 3.400 metros de altitude, cercadas pelas Montanhas Narui em três lados, com o Rio Yarlung Zangbo fluindo para o sul. Esta caverna é onde Guru Padmasambhava e o Rei Trisong Detsen teriam aprendido e propagado o budismo; escrituras budistas foram enterradas aqui. O complexo de cavernas originalmente consistia em 108 cavernas de meditação, das quais 40 ainda existem. Também são vistas 108 câmaras de sepultamento celestial de monges eminentes da seita Nyingma e também pinturas rupestres datadas do século XIV. Está localizado a 15 quilômetros a nordeste do Mosteiro de Samye.
Caverna de Lava de Zhayang Zong
A Caverna Lava de Zhayang Zong está no Condado de Channang, no meio da Montanha Zayangzong. Existem três cavernas, duas expostas no lado sul e a terceira caverna é interligada. A maior caverna, que possui um salão de Buda e um salão de Sutra, tem 13 metros de profundidade, 11 metros de largura e 15 metros de altura. Os alojamentos dos monges estão localizados fora da caverna. A segunda caverna a oeste da caverna grande é onde Padmasambhava viveu enquanto pregava o budismo. Esta caverna é interligada com a caverna maior por um corredor. A terceira caverna tem 10 metros de largura e 55 metros de profundidade. Tem uma coleção de pedras de diferentes formas e tamanhos.

### Museu de Shannan
O Museu de Shannan é um Museu de História, que exibe o patrimônio cultural da história da prefeitura em relação ao Tibete, ao longo dos séculos. Os artefatos em exibição são cerâmicas, ferramentas de pedra e metal, tábuas de pedra, esculturas em pedra, selos, documentos e escrituras em folhas de patra.

## Festivais

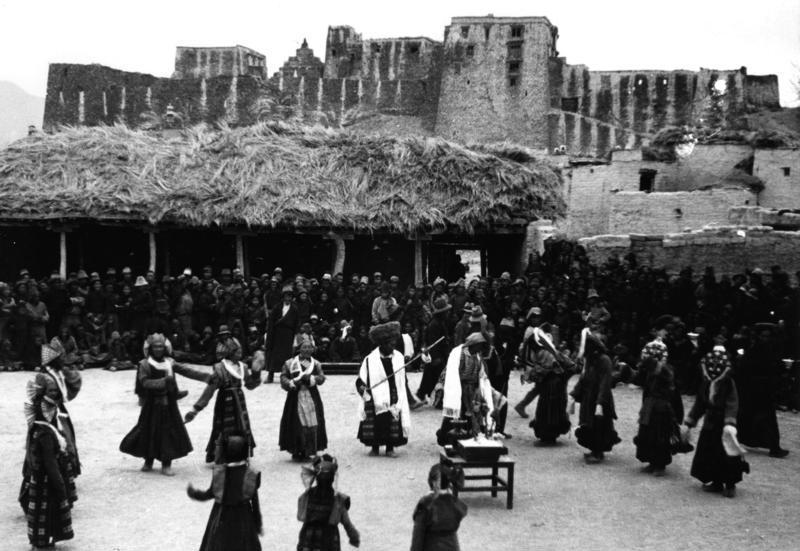
Lamo, ópera folclórica tibetana realizada abaixo do castelo Gonggar Dzong, antes de ser destruído durante a "libertação pacífica"

Muitos festivais são realizados na região de Lhoka, em seus condados, distritos, mosteiros e aldeias, para celebrar a temporada de colheita, o Ano Novo ou Losar, e elementos naturais como pássaros. Um festival colorido e amplamente celebrado é o Festival de Ongkor, que é observado em junho conforme o calendário tibetano, nas áreas ribeirinhas para marcar boas colheitas da temporada.
Festival dos pássaros
O festival de adoração aos pássaros é chamado em chinês de "yingniao jie". É um festival religioso especial para a comunidade local, que ainda pratica a religião original pré-budista do Tibete conhecida como Bön. Durante este festival, o cuco, pássaro da primavera considerado o rei de todos os pássaros, chega ao templo de Naidong Qiasalakang em Tsedang, o Templo dos Pássaros, conforme uma data específica do calendário tibetano, correspondente a maio no calendário gregoriano. O festival também é observado em um mês diferente no Mosteiro de Reting e é celebrado até que o cuco seja visto cantando e aceitando oferendas de comida nos terrenos do mosteiro. O templo dos pássaros possui uma grande estátua de Buda feita pelo Rei Baikezan.
Nesta ocasião, os pássaros recebem uma calorosa recepção no Linka com uma homenagem de alimentos como cevada tibetana de altitude, trigo, ervilhas e outros grãos em uma bandeja colocada sobre uma mesa. Duas lâmpadas de manteiga também são acesas perto da mesa. Dois lamas são especialmente designados de Lhasa para organizar e realizar este festival religioso. O primeiro cuco conhecido localmente como "Kuda" chega como mensageiro do rei dos pássaros Cucos e, após uma inspeção das preparações feitas no Linka, o principal cuco chega formalmente realizando "Xiezha" nos terrenos onde uma mesa é preparada com oferendas para o pássaro.
A chegada desses pássaros da primavera a cada ano e o ouvir de seu canto são considerados um sinal auspicioso pelo povo tibetano para iniciar uma boa temporada de colheita; os pássaros têm sido considerados os animais-guia do povo tibetano desde os tempos antigos.

## Educação
Shannan passou de uma taxa de analfabetismo de 90% na década de 1950 para uma taxa de alfabetização de 65,4% atualmente. Agora possui escolas públicas que vão desde jardim de infância, escola primária, escola secundária, escola de professores secundários até escola vocacional secundária. Além disso, a educação de adultos é proporcionada através de escolas noturnas, classes de educação continuada, aulas de alfabetização e classes de treinamento técnico que estão operando na maioria das aldeias.

## Saúde
A saúde tem recebido atenção prioritária na cidade e em seu distrito e 11 condados, e como resultado, relata-se que a expectativa de vida das pessoas mostrou um aumento dramático, passando de 36 anos em 1951 para 65 anos em 1997. Medidas de planejamento familiar têm sido eficazes, resultando em uma taxa de crescimento de menos de 12 por mil habitantes.
Shannan possui um Hospital Popular em funcionamento desde 1951, 195 centros médicos e de saúde com 747 leitos hospitalares, uma estação de saúde e quarentena com sub-centros nos condados, e o Hospital de Cuidados de Saúde para Mulheres e Crianças. Os principais hospitais estão equipados com equipamentos modernos como gastroscopia por fibra, equipamento de ultrassonografia tipo B, eletrocardiograma, eletroencefalograma, máquinas de raios-x e vários outros instrumentos de diagnóstico e tratamento.
Além das instalações médicas modernas, a prática tradicional da Medicina Tibetana também foi promovida na prefeitura, resultando na criação de um hospital de Medicina Tibetana com 80 leitos hospitalares. As medicinas tibetanas têm sido bem recebidas pela população, com a Fábrica Farmacêutica do Hospital Tibetano em Shannan produzindo cerca de 170 variedades de medicamentos tibetanos.

## Transporte e infraestrutura

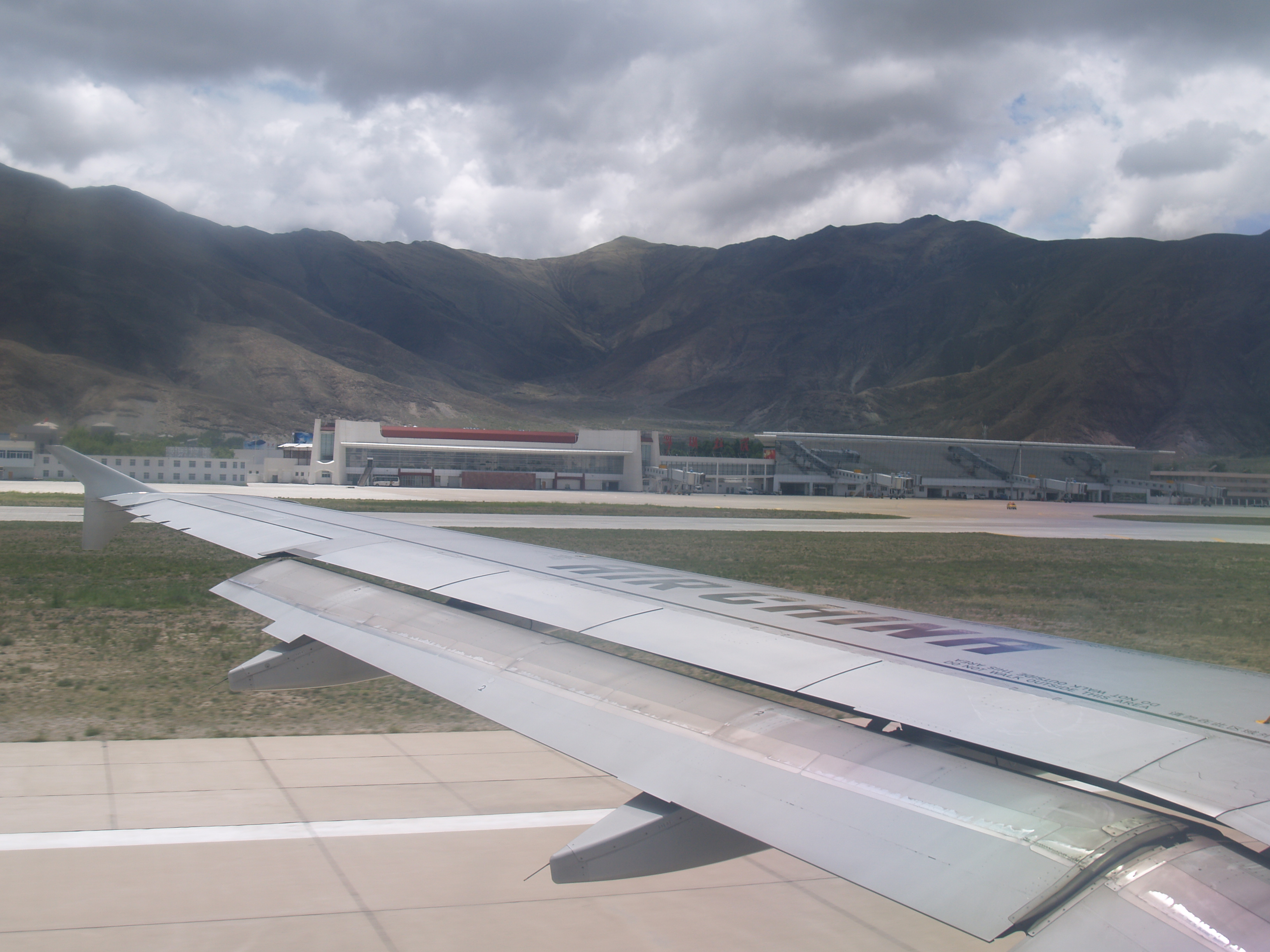
Aeroporto de Lassa no condado de Gonggar

A cidade possui uma extensa rede de estradas totalizando 3.700 quilômetros, que cobre todas as aldeias e cidades. As estradas emanam da cidade de Tsetang e se espalham por seus 12 condados. A ponte estratégica Qu Shui atravessa o rio Yarlung Zangbo, ligando Shannan a Lhasa. A cidade também abriga o Aeroporto de Lassa Gonggar, no Condado de Gonggar, que fica a 65 quilômetros de Lassa e é conhecido como a "porta aérea" para o Tibete, além do Aeroporto de Shannan Longzi, no Condado de Lhünzê. O Aeroporto de Lhasa tem voos diretos para Pequim, Chengdu, Xangai, Cantão, Xunquim, Xi'an e Kunming, além de voos internacionais para Catmandu e Hong Kong. Shannan está a 191 quilômetros de Lassa. Ônibus regulares operam diariamente das cidades de Tsetang e Lassa até o aeroporto.
Desde a abertura da Região Autônoma do Tibete para outros países, muitos setores de infraestrutura e sociais registraram progresso dramático, como educação, telecomunicações e turismo.
As instalações de correios e telecomunicações, estabelecidas inicialmente em 1956, agora possuem uma ligação de fibra óptica entre Zetang e Lassa. Como resultado, telefones programáveis, pagers pessoais, telefones móveis e outras facilidades modernas de comunicação estão conectadas à rede nacional. Zetang também dispõe de linhas terrestres, comunicações por micro-ondas e satélite, além de veículos de entrega postal.